# Ben Heber
Ben Heber (4 de abril de 1992) es un deportista alemán que compitió en bobsleigh en la modalidad cuádruple.
Ganó una medalla de oro en el Campeonato Mundial de Bobsleigh de 2015 y una medalla de oro en el Campeonato Europeo de Bobsleigh de 2016.

## Palmarés internacional
| Campeonato Mundial | Campeonato Mundial    | Campeonato Mundial | Campeonato Mundial |
| Año                | Lugar                 | Medalla            | Prueba             |
| ------------------ | --------------------- | ------------------ | ------------------ |
| 2015               | Winterberg (Alemania) | Medalla de oro     | Cuádruple          |
| Campeonato Europeo |                       |                    |                    |
| Año                | Lugar                 | Medalla            | Prueba             |
| 2016               | Sankt Moritz (Suiza)  | Medalla de oro     | Cuádruple          |